# Casandria splendens
Casandria splendens är en fjärilsart som beskrevs av Druce 1889. Casandria splendens ingår i släktet Casandria och familjen nattflyn. Inga underarter finns listade i Catalogue of Life.